# Viridictyna australis
Viridictyna australis är en spindelart som beskrevs av Forster 1970. Viridictyna australis ingår i släktet Viridictyna och familjen kardarspindlar. Inga underarter finns listade i Catalogue of Life.